# Киблер (Арканзас)
Киблер (англ. Kibler, Arkansas) — город, расположенный в округе Крофорд (штат Арканзас, США) с населением в 969 человек по статистическим данным переписи 2000 года.

## География
По данным Бюро переписи населения США город Киблер имеет общую площадь в 11,65 квадратных километров, водных ресурсов в черте населённого пункта не имеется.
Киблер расположен на высоте 133 метра над уровнем моря.

## Демография
По данным переписи населения 2000 года в Киблере проживало 969 человек, 278 семей, насчитывалось 343 домашних хозяйств и 368 жилых домов. Средняя плотность населения составляла около 82,8 человек на один квадратный километр. Расовый состав Киблера по данным переписи распределился следующим образом: 95,25 % белых, 0,10 % — чёрных или афроамериканцев, 1,44 % — коренных американцев, 1,86 % — азиатов, 0,72 % — представителей смешанных рас, 0,62 % — других народностей. Испаноговорящие составили 1,44 % от всех жителей города.
Из 343 домашних хозяйств в 35,9 % — воспитывали детей в возрасте до 18 лет, 65,9 % представляли собой совместно проживающие супружеские пары, в 11,4 % семей женщины проживали без мужей, 18,7 % не имели семей. 16,9 % от общего числа семей на момент переписи жили самостоятельно, при этом 7,6 % составили одинокие пожилые люди в возрасте 65 лет и старше. Средний размер домашнего хозяйства составил 2,83 человек, а средний размер семьи — 3,16 человек.
Население города по возрастному диапазону по данным переписи 2000 года распределилось следующим образом: 27,7 % — жители младше 18 лет, 9,5 % — между 18 и 24 годами, 26,6 % — от 25 до 44 лет, 25,3 % — от 45 до 64 лет и 10,9 % — в возрасте 65 лет и старше. Средний возраст жителей составил 37 лет. На каждые 100 женщин в Киблере приходилось 99,4 мужчин, при этом на каждые сто женщин 18 лет и старше приходилось 98,6 мужчин также старше 18 лет.
Средний доход на одно домашнее хозяйство в городе составил 33 889 долларов США, а средний доход на одну семью — 36 761 доллар. При этом мужчины имели средний доход в 27 955 долларов США в год против 19 583 доллара среднегодового дохода у женщин. Доход на душу населения в городе составил 15 763 доллара в год. 11,3 % от всего числа семей в округе и 14,8 % от всей численности населения находилось на момент переписи населения за чертой бедности, при этом 22,4 % из них были моложе 18 лет и 21,9 % — в возрасте 65 лет и старше.